# Хирургия (фильм, 1939)
«Хирургия» — советская короткометражная чёрно-белая комедия, поставленная на Ленинградской ордена Ленина кино-студии «Ленфильм» в 1939 году режиссёром Яном Фридом по рассказам А. П. Чехова «Хирургия» и «Сельские эскулапы».
Премьера фильма в СССР состоялась 30 апреля 1939 года.

## Сюжет
Доктор земской больницы в отъезде, и пациентов принимает подвыпивший фельдшер Глеб Глебыч. Первым к нему обращается осипший бас церковного хора. Фельдшер вступает с ним в спор о вреде алкоголя для связок и выписывает порошок, а когда бас жалуется ещё и на желудок, ставит диагноз «катар» и наливает касторки.
Следующей проходит старуха с больной головой. Глеб Глебыч выявляет у неё малокровие, рекомендует занятия гимнастикой и прописывает раствор железа. Но железа в больнице нет, и он отсыпает старухе соды.
В кабинет пробивается кухарка возлюбленной Глеб Глебыча и просит мятных лепёшек. Высыпав ей всю банку, он интересуется судьбой своего письма, но узнаёт, что хозяйка порвала его и «любовью не занимается».
Наконец, появляется дьячок Вонмигласов и долго жалуется на зубную боль. Фельдшер решает вырвать зуб, но не тут-то было...

## В ролях
- Игорь Ильинский — фельдшер Глеб Глебыч
- Иван Москвин — Нар. арт. СССР — дьячок Ефим Михеич Вонмигласов
- Екатерина Корчагина-Александровская — Нар. арт. СССР — Марья Заплаксина
- Василий Меркурьев — бас Михайло Федотыч Измученков
- Валентина Телегина — кухарка
- Константин Злобин — Егорыч

## Съёмочная группа
- Сценарий и постановка — Яна Фрида
- Композитор — Николай Тимофеев
- Директор картины — В. Левицкий
- Оператор — Соломон Беленький (в титрах указан как — С. Белинский)
- Художники — Павел Зальцман, Семён Малкин

## Актёрские образы
Иван Москвин исполнял роль дьячка Вонмигласова в театральной постановке «Хирургии» ещё задолго до съёмок. Более того, благодаря Москвину и возник интерес к чтениям и адаптациям чеховских рассказов для сцены, когда во время совместного отдыха в Ялте Константин Станиславский решил проверить, действительно ли легко разыграть Чехова. «Принесли книгу и заставили Москвина читать рассказы. Его чтение так понравилось Антону Павловичу, что с тех пор ежедневно после обеда он заставлял талантливого артиста читать что-нибудь. Вот как Москвин сделался присяжным чтецом чеховских рассказов».
Именно тогда он прочёл и «Хирургию». Позднее рассказ вошёл в цикл «Миниатюры» Московского Художественного театра. По словам Елены Поляковой, Москвин играл дьячка «с постоянной радостью и лёгкостью исполнения». Его партнёром по сцене был Владимир Грибунин, они хорошо сыгрались и каждый раз реагировали на новую интонацию друг друга «столь же новой интонацией ответа, просьбы, спора, угрозы».
Полякова писала, что Москвин очень серьёзно относился к кино и на съёмках работал не как на репитициях, где он «более отдалялся от партнёров, нежели общался с ними», а как в спектакле. Он «вёл» роль в точности так, как на сцене, хотя ему тяжёло давались дубли, поскольку «чисто технически повторять, копировать себя Москвин не мог». Достоинством двух чеховских экранизаций с его участием — этой и сценки «Злоумышленник» из фильма-спектакля 1940 года «Концерт на экране» — она называла звук; во всех остальных фильмах артист был лишён «сильнейшего своего средства — голоса».
Об Игоре Ильинском Зоя Владимирова писала, что после «условной» «Волги-Волги» он, тем не менее, играл на одном уровне с классическими артистами Москвиным и Корчагиной-Александровской, и никакого диссонанса не возникало, «напротив, слияние было полным». Его Глеб Глебыч «воплощал в себе самую что ни на есть непроглядную провинцию, был олицетворением жизни-спячки, оцепенелой и беспробудной. Он сошёл со страниц чеховского рассказа во всей своей непобедимой типичности, в своём, в общем-то, грустном комизме».

## Критика
Людмила Погожева плохо оценила картину с точки зрения экранизации рассказа «Хирургия». По её мнению, Ян Фрид попытался создать не короткую иллюстрацию к Чехову, а полноценную комедию, которая всеми средствами вызывала бы смех у зрителя. Ради чего он дополнил сюжет рассказа «сценками, образами и репликами из других произведений Чехова о сельских эскулапах, а также собственными домыслами». В итоге режиссёр исказил чеховский стиль и привнёс «изрядную долю натурализма и грубого комизма».
Рассуждая о советских экранизациях Гоголя и Чехова 1930-х годов, Ростислав Юренев также отмечал, что большинство из них, включая «Хирургию», были неудачными. Фильм показался ему «вялым и растянутым, излишне шумным и перегруженным физиологическими подробностями», несмотря на участие в нём прекрасных актёров, блеснувших остроумием.